# スーフォールズ・スカイフォース
スーフォールズ・スカイフォース（Sioux Falls Skyforce）はNBAデベロップメント・リーグ（以下NBADL）に加盟しているプロバスケットボールチーム。本拠地はアメリカ合衆国サウスダコタ州スーフォールズ。NBADLのチームの中では最も古い時期に設立されたチームである。マイアミ・ヒート傘下。

## 歴史
1989年、バスケットボールの独立リーグであるCBAの新チームとして設立された。1996年に初優勝、2005年に2度目の優勝を果たした。翌年のシーズンを最後にCBAを脱退。
2006年、NBADLの参入が決定した。CBAからの参入、そしてチームとしての経験が豊富なことから、NBAの提携チームは通常の3チームではなく2チームになっている。

## 過去に所属した選手
- ラジャ・ベル（Raja Bell）
- ロドニー・ビュフォード（Rodney Buford）
- カール・トーマス
- ペートゥル・グズムンドソン
- ダンカン・ロビンソン
- アレクシス・アジンサ
- マイカル・マルダー
- パトリック・ユーイング・ジュニア
- ブランドン・ナイト
- マリク・ビーズリー
- グレッグ・スティームスマ
- ロドニー・マクルーダー
- ハッサン・ホワイトサイド
- ジャレット・ジャック
- トーリー・クレイグ
- マリオ・チャルマーズ
- チャールズ・ガルシア
- アロンゾ・ジー
- アンドリュー・ガウデロック
- ネイサン・ジャワイ
- チャンドラー・ハッチソン
- タイラー・ジョンソン
- シャバズ・ネイピアー
- レジー・ウィリアムズ
- ヤンテ・メイテン
- ヘンリー・ウォーカー
- ゲイブ・ビンセント